# はるはる
はるはる（1989年1月29日 - ）は静岡県浜松市出身の日本のお笑い芸人、女優、タレントである。松竹芸能所属。
キンタロー。が主催する松竹芸能のユニット『SBK48』の一員 であり、同ユニットのデブ選抜『松木坂46』の一員 でもある。
府中ふみえ、中田健太郎とのトリオ「プラン計画」 で活動。
松竹芸能タレントスクール東京校出身(24期)、芸人になった当初はガールプレイヤーというトリオ(解散) の黄色担当であった。

## 来歴
本名は齋藤晴恵。浜松市立高等学校卒業後は地元で就職していたが、『人生やらないで後悔するよりやって後悔しよう』という衝動にかられ上京。専門学校舞台芸術学院で演劇を学ぶ(ステージアーティスト科3期ストレートプレイ専攻、2012年卒業)、同学院卒業後は舞台芸術学院同期生を中心に結成された劇団『ソラカメ』の公演に参加。
2014年4月から松竹芸能タレントスクール東京校に入校(24期)。スクールで知り合った星美穂(2017年1月より『たべごろピーチ』星ちゃん)、郷原朱加(2016年7月で芸能界引退)と共にお笑いトリオ『ガールプレイヤー』を結成。
スクール在籍中から、松竹芸能のスクール生ライブはもとより様々なライブに出演した 後、スクール卒業ライブと位置付けられた『松竹わかば保育園～たけのこ狩り～』(2015年3月27日：松竹芸能新宿角座) を経て2015年4月、松竹芸能に仮所属 となる。
同年7月31日、PON!(日本テレビ)『エンタメよーいPON！』コーナーにおいて、くじ引きで出演日が決まるという新コーナー『お笑い数うちゃPON！』の紹介があり、その抽選会 にガールプレイヤーの一員として参加した様子が放映 された。その時はくじ引きに外れ、同年8月14日に再度くじ引きに参加する機会を得て、その当日、参加者が『お笑い数うちゃPON！』コーナーで紹介された。
スクール卒業後、松竹芸能新宿角座初登場は同年8月4日の『関東ゲラゲラBRONZE』(5位＝BRONZE残留)、その後複数回関東ゲラゲラシリーズに登場。
2016年5月松竹芸能に所属。
同年7月31日をもってガールプレイヤーは解散 となり、松竹芸能に所属したままピン芸人並びに舞台女優としての道を進み始める。(詳細後述)
ピン芸人としての松竹芸能新宿角座初登場は同年9月13日の関東ゲラゲラBRONZE(20位タイ＝ネタ見せ降格)、この時、元相方の星美穂も同じライブでピン芸人初登場を果たした。
キンタロー。が主宰する『SBK48』では2016年2月11日からの初期メンバー。旗揚げ公演、旗揚げ追加公演 に参加。旗揚げ公演での役どころは『角座女学園2年生 のはるはる』、キンタロー。、光子、脇屋敷、府中文江、増野美由紀、だいどぅ、餅田コシヒカリ、星美穂と共演した。
同年11月22日、SBK48の一員として松竹芸能 DAIHATSU MOVE 道頓堀角座に初登場。
舞台女優としては、同年11月30日、怪我で降板した谷口ゆうな(シャーリー役)の代役としてミュージカル『プリシラ』(2016年12月8日 - 12月29日：日生劇場)に出演することが発表 され、全公演に出演 した。
BS日テレで放送されたBS笑点ドラマスペシャル「桂歌丸」(2017年10月9日放送)に出演。１シーンだけではあったが、尾上松也、笹野高史、松金よね子と共演した。
2018年6月より同期の府中ふみえ、中田健太郎とのトリオ「プラン計画」で活動。

## 人物
- 『はるはる』という芸名は高校生時代のあだ名から、本名より覚えてもらいやすいと思いつけた。
- 鶏のから揚げが大好きで、自身のTwitterやInstagramに食べている写真をアップすることがあり、Instagramでケンタッキー・フライド・チキン公式から『いいね』がついた。[29]
- 前記のから揚げも含め食べることが大好きで、物産展に行くと特によく食べる。[30]
- SBK48始動時『肉まん王国からやってきた』という触れ込みで紹介されており、実際に肉まんを持って番組に出た。[31][32]
- SBK48のプロフィールページでは『目指すは演技派ブサイク。メンバー曰く「盛るのがうまい」。』と紹介されている。[33]
- 『プリシラ』の出演は開演10日前に決まったが、出られることはないだろうと諦めていたミュージカルに出演できた事を自身のシンデレラストーリーだと例えている。[34]

## 出演一覧

### テレビ
- ニノさんSP!!全人類サミット ▽芸人たちの手で今よみがえる！歴史の偉人100人が集結！ (日本テレビ)2014年12月22日放送 - フローレンス・グリフィス＝ジョイナー役[35]
- PON！ (日本テレビ) - ガールプレイヤーの一員として『お笑い数うちゃPON！』コーナー抽選会に出演
  - 2015年7月31日放送[11][12]
  - 2015年8月14日放送[13][14]
- 東京オーディション(仮) (TOKYO MX)
  - 2015年10月6日放送 - ガールプレイヤーの一員として出演[36][37]
  - 2017年4月11日放送 - SBK48(仮)の一員として出演[38]
- ひるキュン！(TOKYO  MX)2017年4月26日放送 - キンタロー。のバックダンサーとして大納言光子と共に出演[39]
- B2takes!TV「チカメンですけど何か？」(TOKYO MX2)2017年5月14日 - 5月21日放送 - SBK48の一員として出演[40][41]
- BS笑点ドラマスペシャル「桂歌丸」(BS日テレ)2017年10月9日放送 - 5代目古今亭今輔が古今亭今児に勧めた縁談の相手、今輔の遠い親戚「琴美」役[27][28][42]
- ザ!世界仰天ニュース「2017仰天大年表!人間のパワーを感じる!!3時間SP」(日本テレビ)2017年12月19日放送 - 鳥取連続不審死事件の再現VTRで上田美由紀役[43][44]
- とんねるずのみなさんのおかげでした(フジテレビ)2018年1月11日放送 - 「博士と助手～細かすぎて伝わらないモノマネ選手権～ 本当に細かすぎたネタ22連発SP」の中でキンタロー。のBoAのモノマネの中で大納言光子、餅田コシヒカリと共にバックダンサーとして登場[45]
- カミヒトエ！(テレビ朝日) 2019年1月5日放送[46]

### ラジオ
- TKOのオールナイトニッポンR (ニッポン放送)2015年2月1日放送 - 「松竹芸能タレントスクールを盛り上げるSP」にスクール生全員で別室から参加[47]

### CM
- 即ジョブNippon Daisuki!! "温泉編"(2015年12月、Blue Agency)[48] - 水原ゆきと共演[49]
- 宝酒造松竹梅白壁蔵「澪・いろんな澪パ秋冬」篇(2017年秋冬) [50] - パーティ参加者の中の一人

### 舞台
- 舞台芸術学院
  - 60周年記念公演『月にぬれた手』(2011年3月25日 - 3月31日：東京芸術劇場 シアターウエスト)[51] - 黒子役
  - ステージアーティスト科3期 ７月公演『糸地獄』(2011年7月21日 - 7月24日：舞台芸術学院)[52] - Bキャスト松役(全3公演)
  - ステージアーティスト科3期 秋期発表会 リーディング『桜の園』（2011年11月27日：舞台芸術学院)[53] - ワーリャ役
  - ステージアーティスト科3期卒業公演ストレートプレイ専攻『ゼブラ　舞芸３期バージョン』(2012年2月23日 - 2月26日：あうるすぽっと、作・演出：田村孝裕(ONEOR8))[4] - Aキャスト薫役(全2公演)
  - ソラカメ第1回公演『初めて見る景色』作・演出 岡本苑夏(2013年3月22日 - 3月24日：荻窪小劇場)[5] - さいとうはるえ名義、洋子役(全5公演)
- 劇団献身
  - 第8回公演『最悪な大人』(2016年6月3日 - 6月12日：下北沢OFF・OFFシアター) - 全身ストライプ齋藤役(全12公演)[54]
  - スタジオ公演『女の壁／憧れの雪国』(2017年2月1日 - 2月6日：スタジオ空洞) - 『憧れの雪国』にはるえ(プーマ)役で出演(全6公演)[55]
- つかこうへい七回忌追悼特別公演『リング・リング・リング2016』(2016年6月23日 - 6月30日：全労済ホール／スペース・ゼロ) - はるはる役(全10公演)[56]
- 火遊びpray.07『トルツメの蜃気楼』(2016年11月3日 - 11月13日：ギャラリー・リップ)[57] - アイドルユニット・にゃんにゃん☆しゅばびあんはーるの愛梨(あいりん)役(全14公演)[58]
- ミュージカル『プリシラ』(2016年12月8日 - 2016年12月29日：日生劇場) - シャーリー役(全30公演)[24]
- 朝倉薫演劇団、朝倉薫プロデュース・ガールズハイパーミュージカル『遥かなるミドルガルズ』(2017年5月31日 - 2017年6月4日：シアターブラッツ) - 海組 コック長サビアン・根室さやか(二役)(全5公演)[59][60]

### 外部ライブ
※ガールプレイヤーとして出演したものを除く
- ひとりでできるもん(2015年3月2日、同年5月3日、同年7月4日：中野富士見町寄席演芸道場)[61]
- アイドルミニ祭り(2015年3月23日：オーディションハウス)[62]
- 笑いの苺(2016年8月24日[63]、2017年2月27日[64]：なかの芸能小劇場)
- 災害復興支援チャリティーコンサート『ものまねキャラバンVol.6～いま、ものまね芸人にできること～魅せて!聴かせて!ものまねの神髄ここに極まれり!?(2016年9月9日：中野サンプラザホール)[65] - キンタロー。のバックで出演
- 第2回本日は晴天なりのオキニライブ2days 2日目（2016年9月30日：秋葉原ZERO-G) - 光子＆はるはるfrom SBK48として出演[66]
- 全力女子ライブ(2016年11月19日、同年12月23日、2017年2月12日：新宿バッシュ)[67]
  - 2016年11月19日は元相方の星ぶどう(星美穂)も出演
- お笑いSHOW TIME（サマーソニック2017：東京ATTRACTION JUNGLE STAGE＝幕張メッセ）2017年8月19日（2公演）※SBK48の一員として[68]

### インターネット番組
- サイサイてれび！(おちゃの娘サイサイ)＃59 逃げてます！FINALステージ(テレ朝動画)[69][70]
- FRESH! by AbemaTV 松竹芸能チャンネル(※いずれもSBK48の一員として出演)
  - 【松竹芸能を代表する女芸人たちが続々登場！】実力派芸人による3時間ぶっとおしのトークバラエティ（2016年4月6日放送）[71]
  - メインMCはキンタロー。と収納王子コジマジック！ゲストとの爆笑トークを見逃すな、実力派芸人によるトークバラエティ（2016年7月13日放送）[72]
  - コジマジック、大原かおり、宗万真弓、キンタロー。、そしてSBK48！実力派芸人が喋り倒す！3時間ぶっ通しの爆笑トークバラエティ（2016年8月24日放送）[73]
- Rakuten SUPER LIVE TV(楽天市場)(2017年3月29日放送) - 補正下着モデルとして出演[74]

## 出演一覧(松竹芸能主催)
※SBK48旗揚げ大阪公演以外の会場は松竹芸能新宿角座、ピラミッド型ライブはピン芸人になってからの出演のみ取り上げる

### ピラミッド型ライブ
- 関東ゲラゲラBRONZE
  - 2016年9月13日(20位タイ＝ネタ見せ降格)[18]

### SBK48
- SBK48～旗揚げ公演～(2016年9月22日)[20]
- SBK48～旗揚げ追加公演～(2016年10月29日)[21]
- SBK48～旗揚げ大阪公演～(2016年11月22日：松竹芸能 DAIHATSU MOVE 道頓堀角座)[23]
- SBK48～お笑いライブ～（2017年3月8日）[75]

### 松竹Aライブ
- 2017年1月20日(10位タイ)[76]

### その他
- 松竹わかば保育園～たけのこ狩り～(2015年3月27日) - 松竹芸能タレントスクール卒業ライブ[9]
- キンタロー。初単独ライブ「kintalo。TV」（2017年6月10日）昼夜2公演[77] - バックダンサーとして出演